# بیمارستان یونایتد فمیلی بیجینگ
بیمارستان یونایتد فمیلی بیجینگ (به انگلیسی: Beijing United Family Hospital) بیمارستانی خصوصی در شهر پکن کشور چین است که در سال ۱۹۹۷ میلادی ساخته شده و دارای ۵۰ تخت است.